# Десотти, Густаво
Густаво Абель Десотти (исп. Gustavo Abel Dezotti; род. 14 февраля 1964, Монте-Буэй, Аргентина) — аргентинский футболист, нападающий.

## Клубная карьера
Десотти начинал свою профессиональную карьеру футболиста в аргентинском клубе «Ньюэллс Олд Бойз».

## Международная карьера
Густаво Десотти попал в состав сборной Аргентины на Чемпионате мира 1990 года. Десотти оставался в запасе в первых двух матчах Аргентины на турнире против сборных Камеруна и СССР, лишь в последней игре группового этапа против Румынии он вышел на поле на 60-й минуте, заменив Хорхе Бурручагу. Матч 1/8 финала с Бразилией Десотти также весь провёл в запасе, в игре 1/4 финала с Югославией он на 87-й минуте заменил полузащитника Габриэля Кальдерона. В поединке 1/2 финала с Италией он на поле не появлялся. Впервые же выйдя в турнире в стартовом составе, да и ещё и в финале, Десотти умудрился наиграть на красную карточку и был удалён с поля на 87-й минуте.

## Достижения
Ньюэллс Олд Бойз
- Чемпион Аргентины: 1987/1988

Кремонезе
- Обладатель Англо-итальянского кубка: 1992/1993